# Vana-Nursi
Vana-Nursi – wieś w Estonii, w prowincji Võru, w gminie Võru. 